# Ecitoninae
Ecitoninae es una subfamilia de hormigas de la familia Formicidae.
Son hormigas carnívoras que se caracterizan por organizar expediciones periódicas de miles de individuos. No construyen colonias y tienen una forma de vida en constante movimiento. Algunas aves siguen con regularidad estas expediciones con el objeto de encontrar insectos y otros animales pequeños que tratan de escapar del ataque de las hormigas.

## Distribución
Se encuentran en América, desde el sur de los Estados Unidos hasta el norte de la Argentina.

## Ecología
Este grupo de hormigas (con las subfamilias Aenictinae y Dorylinae) representan las hormigas nómadas que no construyen hormigueros, y constantemente van de un campamento a otro, al mismo tiempo que llevan con ellos toda la alimentación para las larvas, que consiste de presas de los invertebrados que atacan.

## Tribus y géneros
Contiene  156 especies en 5 géneros. 
- Tribu Cheliomyrmecini
  - Cheliomyrmex - 4 sp.
- Tribu Ecitonini
  - Eciton -  10 sp.
  - Labidus -  10 sp.
  - Neivamyrmex -  130 sp.
  - Nomamyrmex - 2 sp.